# Базиліка святого Климента

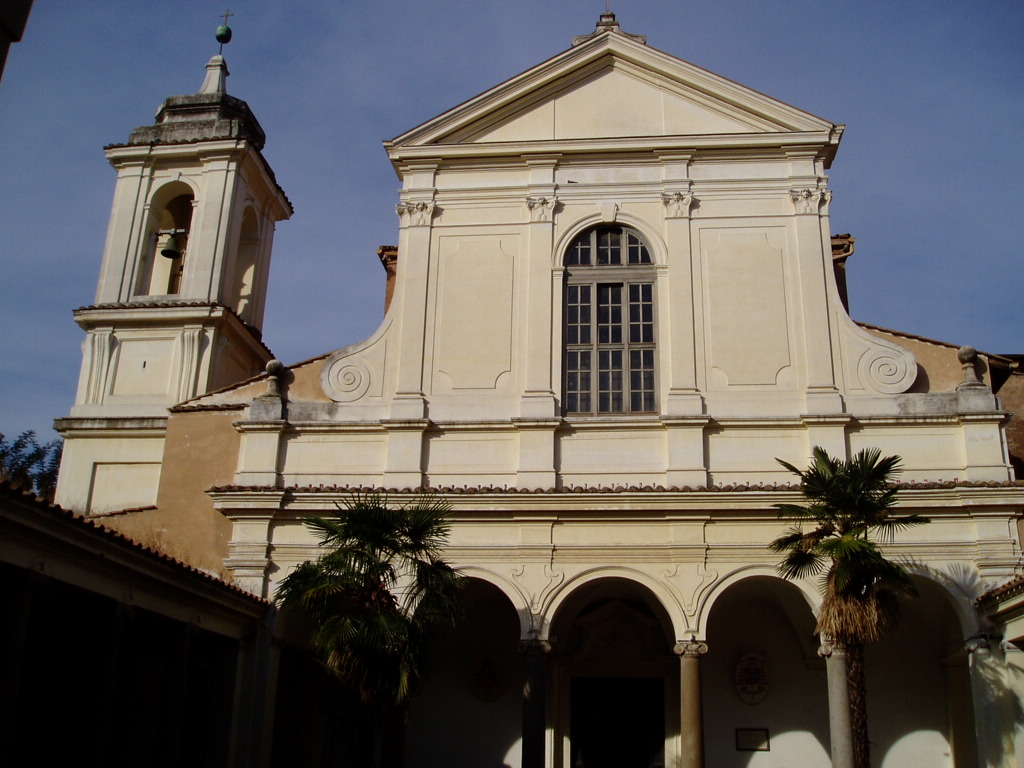
Базиліка святого Климента

Бази́ліка свято́го Климе́нта в Латера́но (лат. Basilica Sancti Clementis in Laterano, італ. Basilica di San Clemente al Laterano) — католицька церква у Римі, Італія. Розташована на вулиці Сан Джованні ін Латерано, приблизно на рівній відстані від Колізею і Латеранської базиліки. Названа на честь святого папи Климента, першого проповідника християнства на українських теренах. Входить до складу унікального археологічного комплексу, що поділяється на верхній рівень (сучасна базиліка, зведена в XII столітті), середній рівень (ранньохристиянська базиліка, побудована в IV столітті) й нижній рівень (дві будівлі, що виникли в I столітті нової ери). Сучасна базиліка містить виконану ранньохристиянськими символами мозаїку XII століття, фрески XV і XVIII століть. У ранньохристиянській базиліці збереглися унікальні фрески IX століття, що містять, зокрема, перший з відомих написи простонародною італійською мовою. У базиліці спочивають мощі святих Климента, Ігнатія і Кирила.

## Античні споруди

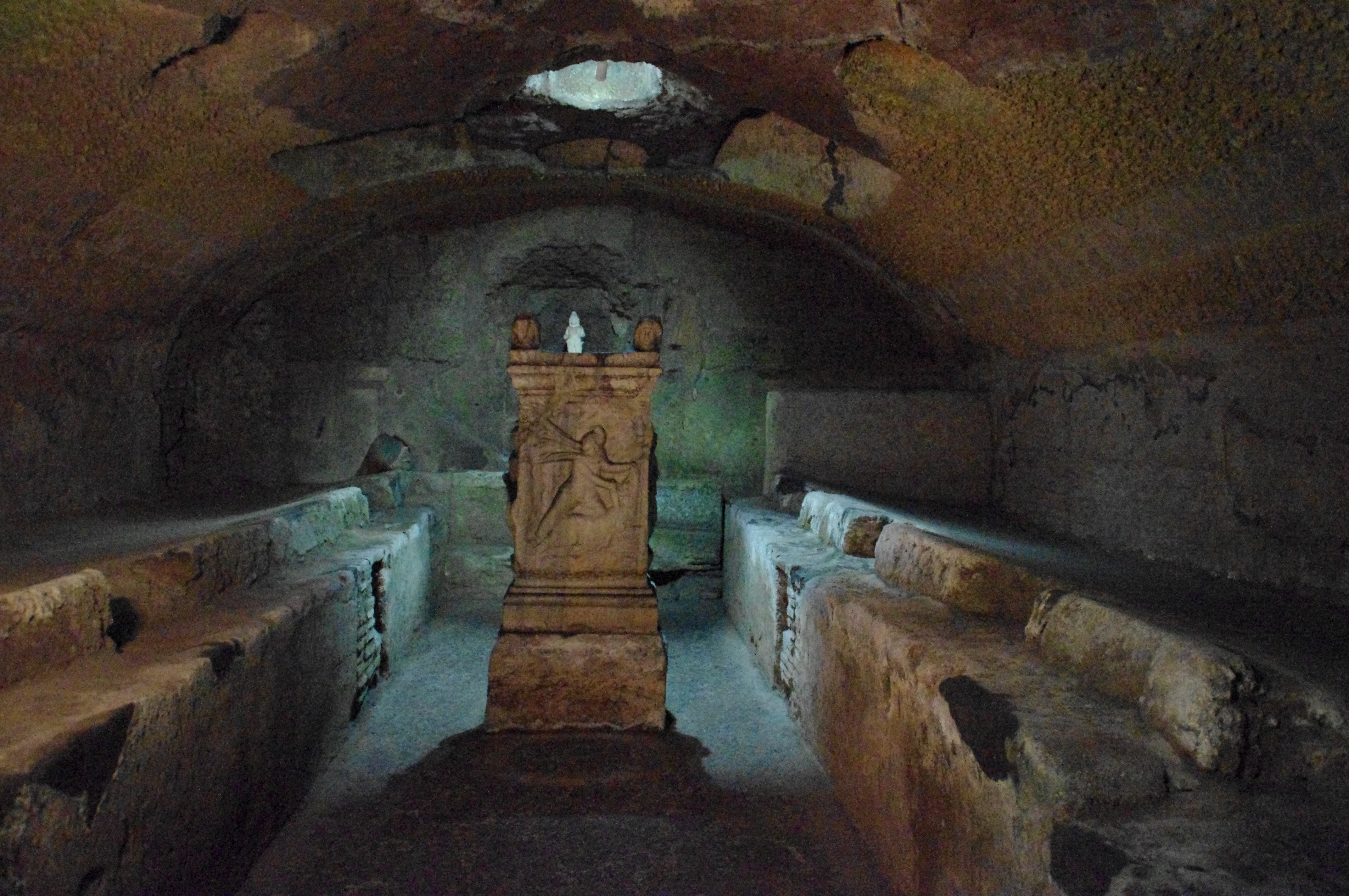
Мітреум

Перші розкопки під церквою проводили пріор базиліки Джозеф Маллулі й археолог де Россі в 1857 році й виявили спочатку базиліку IV століття. Нижче рівнем були виявлені приміщення I століття, однак ця ділянка довгий час залишалася недоступною для дослідників унаслідок проникнення підземних вод через стіни. Лише в 1912 році був налагоджений стік води — побудований 700 метровий канал, який з'єднав Сан-Клементе з Великою клоакою. При цьому було виявлено 4-й шар — руїни будинків, зруйнованих під час Неронової пожежі Риму 64 року. Руїни були засипані землею і послужили фундаментом для споруд, що складають нижній рівень комплексу двох будівель, розділених вузьким проходом. Над цегельним будинком, розташованим ближче до Колізею (можливо, громадська будівля кінця I століття) у другій половині II століття був побудований приватний багатоповерховий будинок з внутрішнім подвір'ям. Цей дворик в другій половині ІІІ століття був перебудований в культову споруду для поклоніння Мітрі: двері, що ведуть до дворику були замуровані й було надбудовано звід. У частині самого будинку була влаштована так звана мітраїстська школа, тобто приміщення, в якому неофіти готувалися до посвячення в таємниці культу. Приміщення було, можливо, багато декоровано, про що свідчать залишки мозаїчної підлоги і стеля, прикрашений стуко. Культові обряди проходили в триклініях — довгому гроті з стелею, прикрашеному зірками. З боків розташовувалися довгі лави для адептів, по обидва боки знаходилися ніші для статуй, а в центрі розташований вівтар із зображенням Мітри, який вбиває бика, та його супутники Каут (лат. Cautes) і Каутопат (лат. Cautopates). Друга будівля була набагато більшою за першу. Вона була складена з великих блоків туфу і містила в собі великий внутрішній двір, приблизно відповідний головній наві й правому боковому вівтарю сучасної базиліки. Ця будова ще повністю не досліджена, вивчені частини дають змогу припускати, що це була громадська будівля, швидше за все монетний двір або зерновий ринок.

## Тит Флавій Климент
Уже наприкінці I століття будинок належав, ймовірно, консулу Титу Флавію Клименту, родичу династії Флавіїв. Переказ стверджує, що він був таємним християнином і був страчений за віру в царювання Доміціана. У приватному будинку консула могли проводитися християнські богослужіння, на яких головував святий Климент, римський єпископ, третій наступник апостола Петра. Принаймні, вже до 200 року точно відомо про «titulus Clementis» — місці християнських богослужінь, пов'язаних з ім'ям Климента (або консула-мученика, або єпископа).

## Історія
Після припинення гонінь в IV столітті приватна будівля була звернена до церкви у формі базиліки: великий внутрішній двір перетворився на головний неф, його оздоблюють анфілади кімнат які стали основою двох бічних прибудов. У понтифікат Сіріція (384–399) церква була освячена на честь папи Климента, чиє ім'я остаточно витіснило з пам'яті ім'я його тезки-консула. Протягом усього IV століття церква Сан-Клементе співіснувала поряд з мітреумом. Культ Мітри був офіційно заборонений Феодосієм Великим в 395 році, після чого на місці мітреума була побудована абсида базиліки. Таким чином, до кінця IV — початку V століття склалася ранньохристиянська базиліка у тому вигляді, в якому її можна бачити на середньому рівні комплексу Сан-Клементе. Це була прямокутна трьохнефова базиліка з великою абсидою і притвором. Вже до цього моменту тут знаходилася правиця Ігнатія Богоносця, чоловіка апостольського, єпископа Антіохії Сирійської, який прийняв мученицьку смерть на арені Колізею. Мозаїка в апсиді й хори сучасної «верхньої» церкви належали базиліці «нижній», на що вказують численні ранньохристиянські символи, не зрозумілі християнам XII століття, але дорогі віруючим більш ранніх століть. На вівтарні перегородці і стінках хорів сучасної базиліки збереглися монограми папи Івана II (533–535), який до обрання на папський престол був кардиналом-священиком Сан-Клементе. Таким чином, ці елементи були або прямо перенесені з «нижньої» базиліки в «верхню», або дбайливо реконструйовані у XII столітті.
У IX столітті «нижню» базиліку прикрасили фресками які збереглися досі, що є найціннішим пам'ятником християнського образотворчого мистецтва цього часу. У IX столітті в Сан-Клементе перенесли мощі папи Климента, знайдені святими Кирилом і Мефодієм у Криму і привезені рівноапостольними братами до Риму. В 867 році папа Адріан II спільно з Кирилом і Мефодієм перенесли мощі Климента в присвячену його пам'яті базиліку. 14 лютого 869 року Кирило помер у Римі і був, за бажанням Адріана II і римського народу, похований в Сан-Клементе. У 1084 Сан-Клементе була сильно пошкоджена під час пожежі, що настав після взяття Риму норманами під керівництвом Роберта Гвіскара. Очевидно що ступінь пошкоджень була такою, що було вирішено не відновлювати базиліку, а побудувати нову на місці старої. У нову «верхню» базиліку перенесли мощі Климента, Ігнатія та Кирила, а також найцінніші предмети оздоблення. У результаті, незабаром про існування колишньої «нижньої» базиліки під основою нової «верхньої» повністю забули. Лише в 1857 році пріор Сан-Клементе Джозеф Маллулі в результаті розкопок знову відкрив світові ранньохристиянську базиліку.

## Гробниця Кирила
Згідно з двома джерелами Legenda Italica і Vita Constantini, рівноапостольний Кирило був спочатку похований у великій гробниці праворуч від вівтаря. Археологи-домініканці, в силу свого сану звикли перебувати під час меси в пресбітерії обличчям до народу, сприйняли вказівку «праворуч від вівтаря» зі своєї точки зору, тобто в кінці південного межі. Виявлена в південному каморі порожня гробниця була без коливань ідентифікована як перше місце поховання апостола слов'ян. Це місце з часом перетворилося на слов'янський куточок. Кожен слов'янський народ встановив тут меморіальну дошку зі словами подяки своєму просвітителю. Тут можна бачити дошки від українського, болгарського, македонського, сербського, грецького, хорватського народів; від Росії встановлені відразу дві пам'ятні дошки. З часом перший висновок археологів піддався серйозному сумніву. Джерела, які вказували місце поховання Кирила, згадують про великий образ, зробленому над його гробницею. У південні каморі не вдалося знайти жодного зображення, яке можна було б ідентифікувати як образ Кирила. Тим часом, в симетрично розташованому кінці (праворуч від вівтаря, з точки зору мирян) знайдена фреска IX століття «Зішестя Христа в пекло» яка добре збереглася, в кутку якої є поясне зображення єпископа, який тримає в лівій руці Євангеліє, а правою — благословляє народ. Так що цілком припустимо, що Кирило був похований під цією фрескою. Сама фреска являє собою перше в італійському мистецтві зображення на дану тему. Христос у хламиді що розвівається буквально вривається в пекло, спихаючи ногами Сатану, і виводить звідти Адама.

## Сучасна Базиліка
Відновлення базиліки пов'язано з діяльністю кардинала Анастасія, кардинала-священника Сан-Клементе протягом чверті століття (1099–1125), при заступництві папи Пасхалія II, до свого обрання на кафедру в 1099 році колишнього кардинала Сан-Клементе. «Нижня» базиліка була заповнена будівельним сміттям, і на отриманому фундаменті споруджена сучасна «верхня» базиліка. Нинішня базиліка поступається за розмірами своєї попередниці: лівий (південний) боковий вівтар обох церков однаковий за розмірами, проте, головний неф і правий боковий вівтар «верхнього» храму стоять на підставі «нижнього» головного нефа. Сучасна базиліка, таким чином, уже менша від ранньохристиянської на ширину правого «нижнього» нефа. У «верхній» базиліці були відтворені мозаїка абсиди і хори, а також сюди були перенесені шановані реліквії. У понтифікат Климента XI (1700–1721) і за його дорученням архітектор Карло Стефано Фонтана виконав сучасну касетну стелю. Тоді ж простір між вікнами у верхній частині головного нефа було заповнено десятьма фресками, що зображують шанованих у храмі святих — Климента, Ігнатія Богоносця, Кирила і Мефодія. У наступні століття до базиліці були прибудовані капели. У результаті вказаних перебудов і доповнень базиліка втратила первісну простоту і строгість, але придбала численні барокові риси. Найціннішим придбанням базиліки стали фрески XV століття в капелі святої Катерини, що приписуються вченими Мазаччо або Мазоліно. Сучасна базиліка кілька разів змінила власників. У 1403 році папа Боніфацій IX передав базиліку ченцям-амброзіанцям (Згромадження святого Амвросія Медіоланського, засноване у 1379 році). У 1645 році, за протекцією Камілло Памфілі, кардинала-непота Інокентія X, базиліка була передана домініканцям з монастиря при церкві Сан-Сісто-Веккіо. У 1677 через антикатолицькі гоніння в Ірландії в Сан-Клементе прийшли ірландські домініканці, які досі керують базилікою і прилеглим монастирем.

## Титулярна церква
Базиліка святого Климента є однією з титулярних церков Рима. Кардиналом-священником з титулом церкви святого Климента з 25 травня 1985 року до 2020 року був нідерландський кардинал Адріанус Йоганнес Сімоніс. З 27 серпня 2022 року кардиналом-священником став Арріґо Мільо.

## Галерея

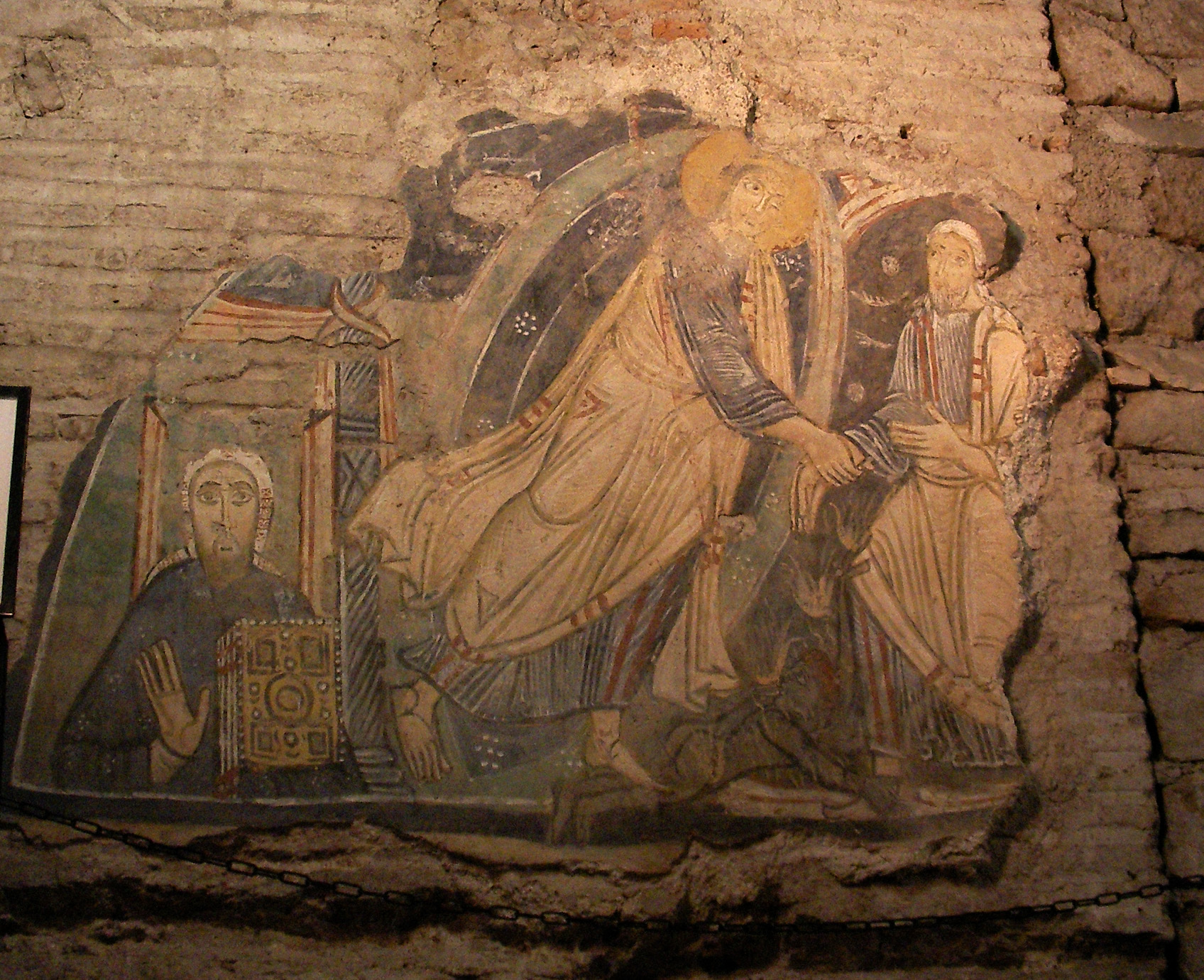
Фреска IX століття «Схід Христа в пекло»
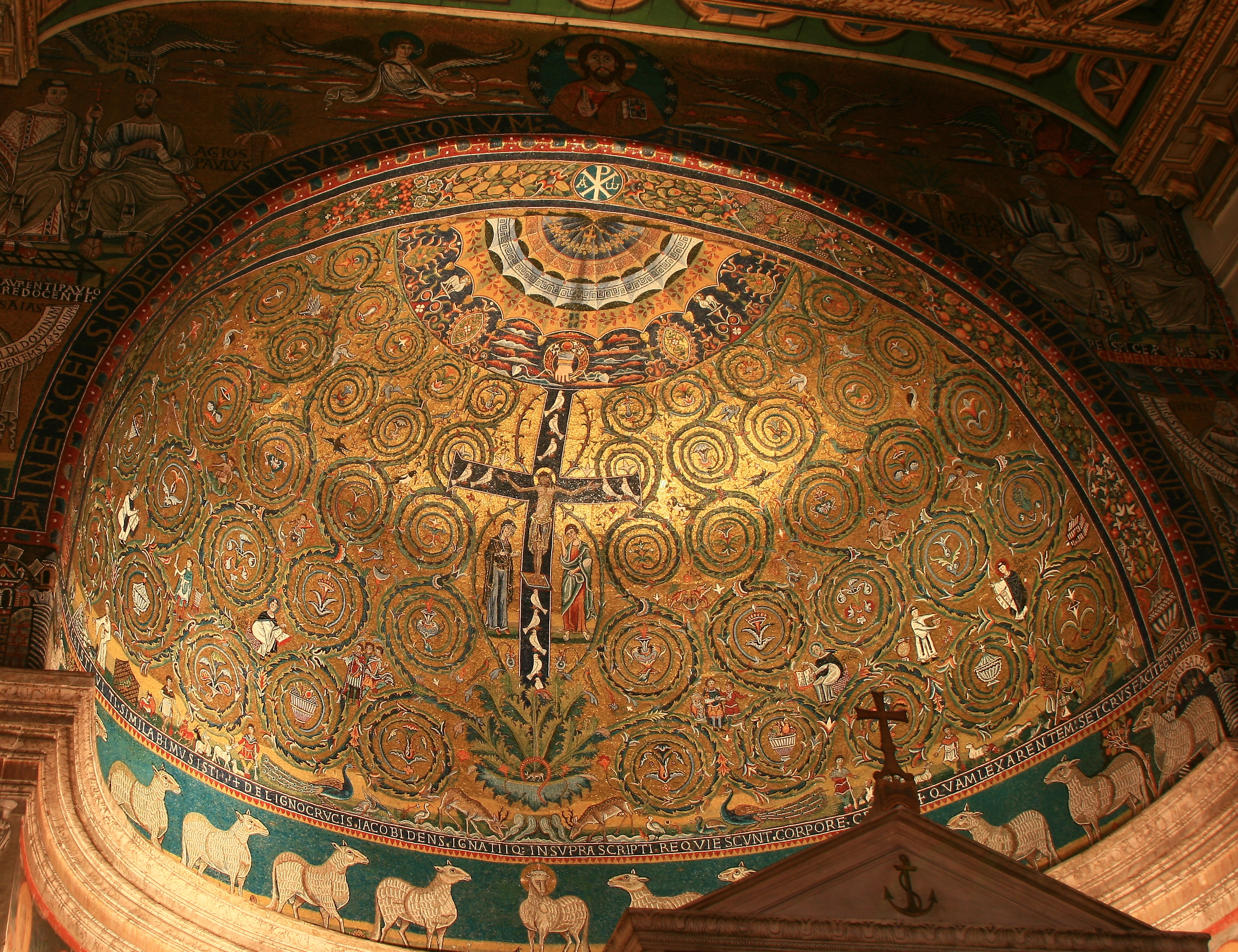
Мозаїка абсиди і тріумфальна арка
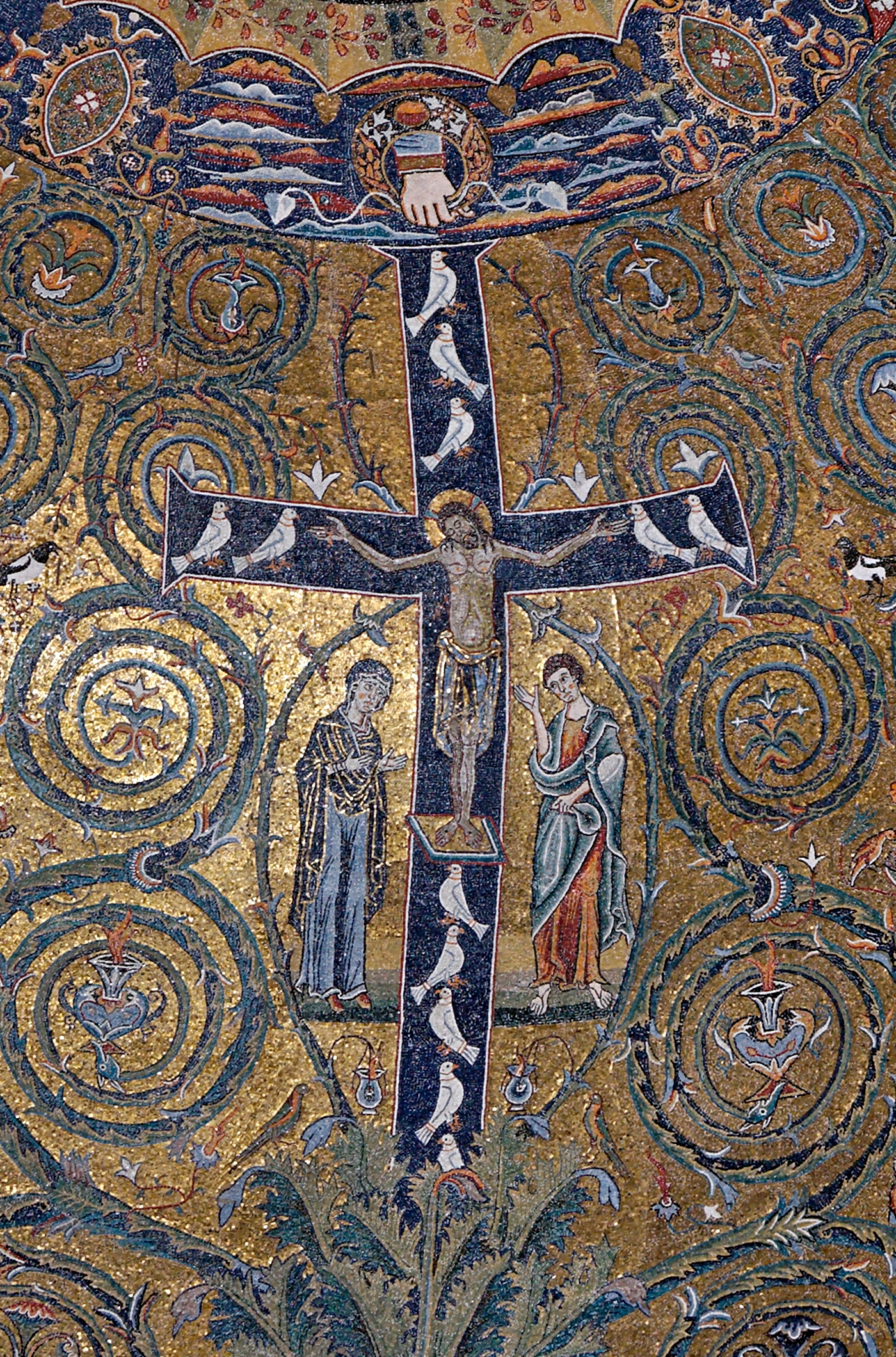
«Хрест — Дерево життя», фрагмент мозаїки абсиди
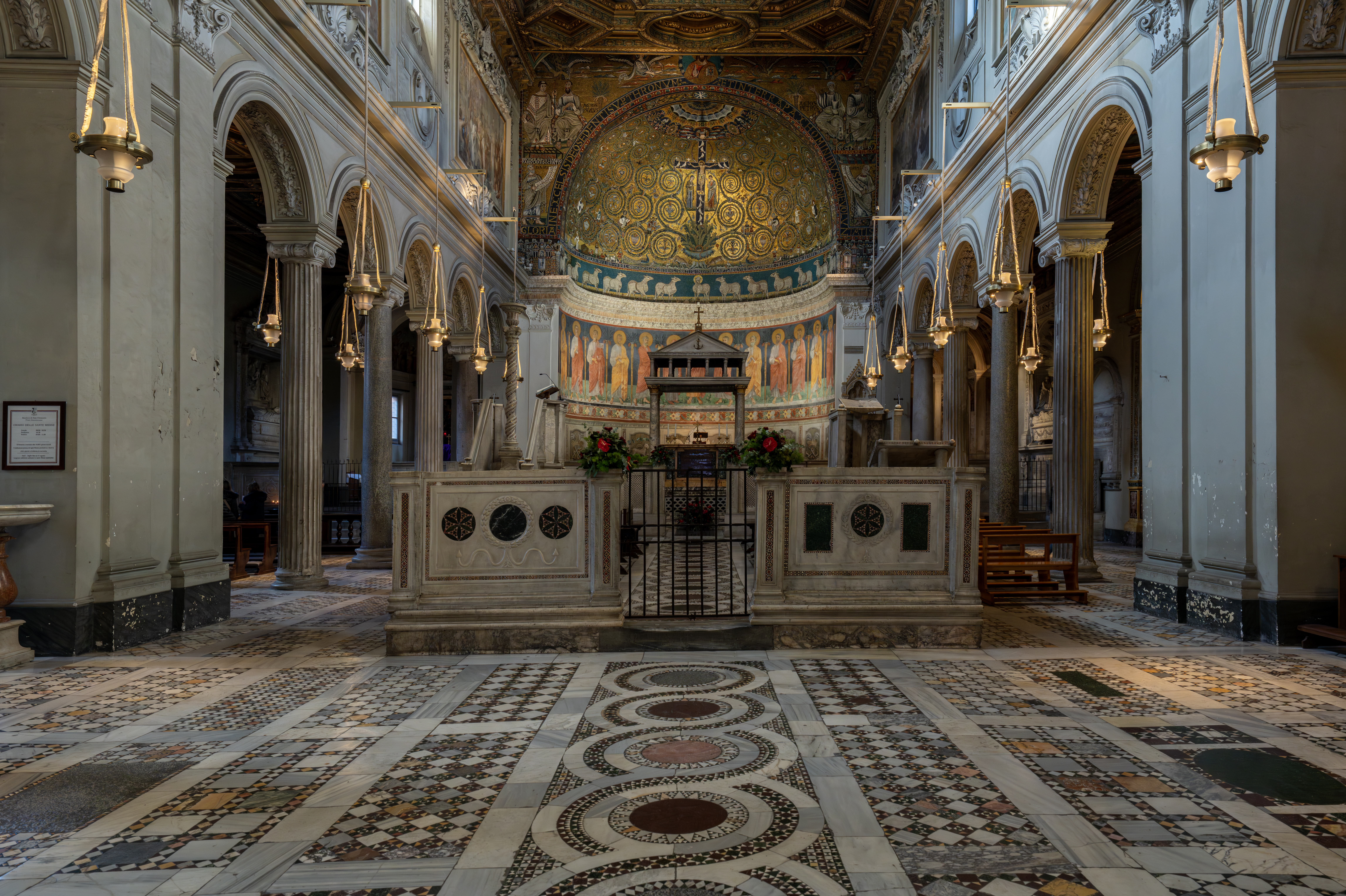
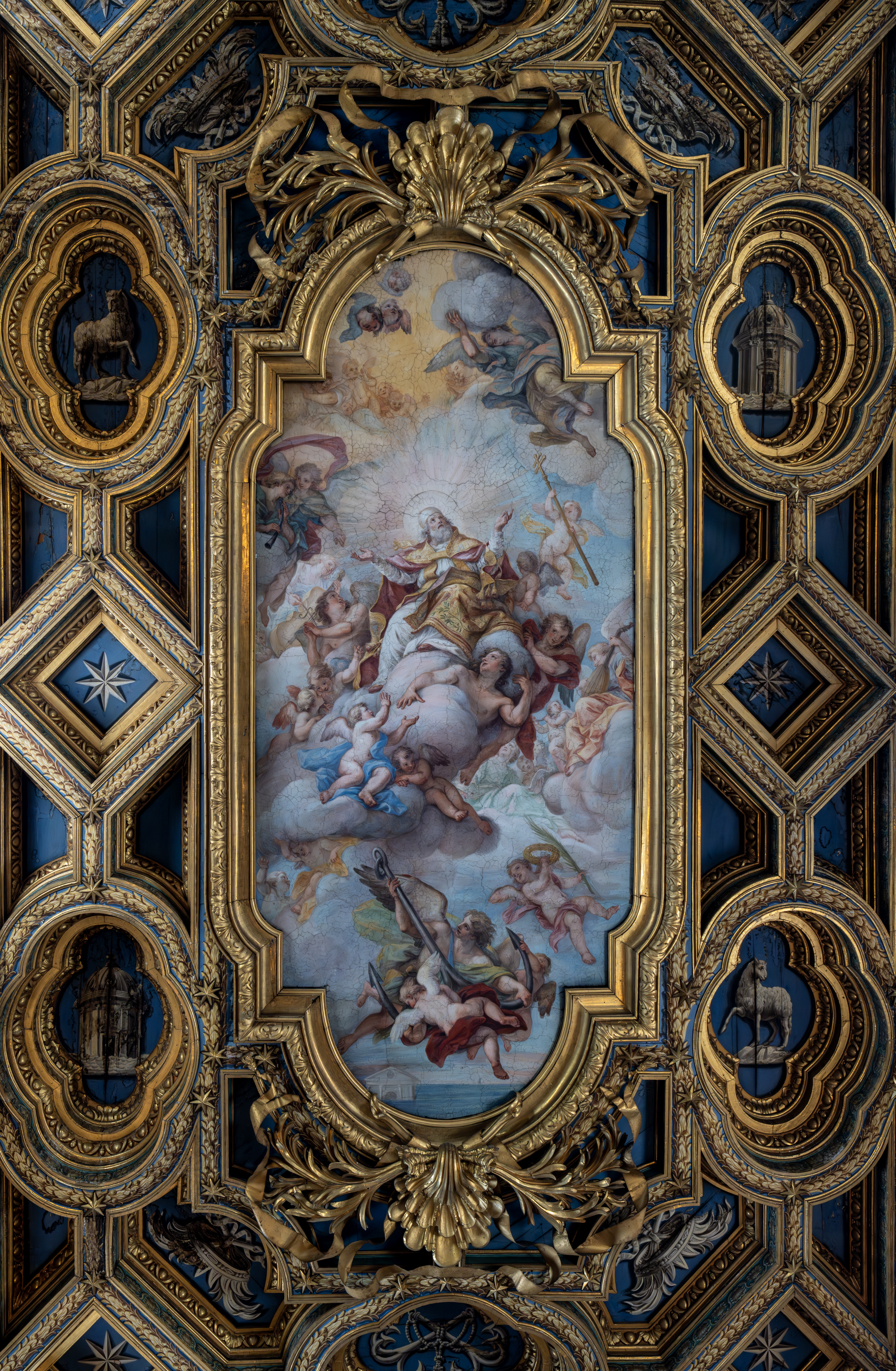
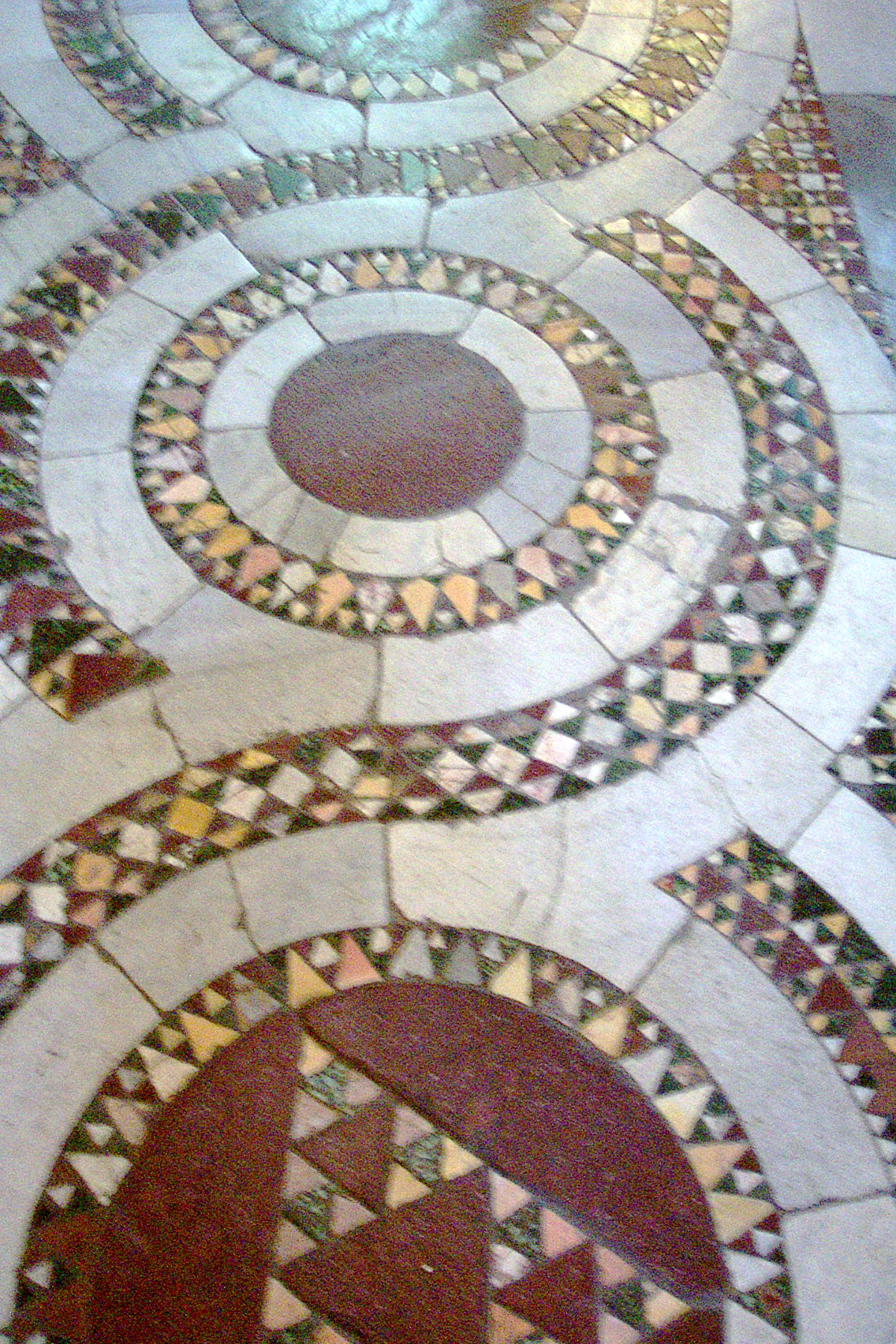